# Al-Farabi 1
Al-Farabi 1 ist ein kasachischer Cubesat, der von der Al-Farabi-Universität betrieben wird.

## Mission
Al-Farabi 1 ist eine Bildungsmission, die junge Studenten mit der Raumfahrt verbinden soll. Des Weiteren besteht seine Aufgabe darin, neue Uplink- und Downlink-Technologien zu testen. Der Satellit hat außerdem eine CMOS-Kamera, die Bilder mit einer Auflösung von 3 Megapixeln machen kann, an Bord. Er wird durch Solarzellen und Batterien mit Strom versorgt.

## Start
Al-Farabi 1 wurde am 15. Februar 2017 mit einer PSLV-Trägerrakete vom Satish Dhawan Space Centre zusammen mit Cartosat 2D, INS 1A und INS 1B, Flock 3P 1-88, Lemur 2 22-29, PEASSS, DIDO 2, BGUSat und Nayif 1 in einen sonnensynchronen Orbit gestartet. Der Start hielt mit 104 Satelliten bis 2021 den Weltrekord der meisten gestarteten Satelliten einer Trägerrakete.